# Бирн, Никки
Николас Бернард Джеймс Адам Бирн (англ. Nicholas Bernard James Adam Byrne; родился 9 октября 1978 года в Дублине) — ирландский певец, шоумен, участник поп-группы Westlife, в прошлом профессиональный футболист. В 2016 году представил Ирландию на «Евровидении 2016» в Стокгольме, Швеция с песней «Sunlight», но в финал не прошёл.

## Биография
Бирн с семи лет занимался футболом, играл на позиции вратаря за детские команды Северного Дублина «Хоум Фарм» и «Сент-Кевинс Бойз». В 1995 году его приметили в английском клубе «Лидс Юнайтед» и пригласили в молодёжную команду, с которой в 1997 году Бирн выиграл молодёжный кубок Англии. Параллельно он выступал за молодёжные сборные Ирландии в возрастных категориях от 15 до 18 лет. Бирн провёл в «Лидсе» два года и покинул клуб в июне 1997 года, когда руководство решило не продлевать с ним контракт. После ухода из «Лидс Юнайтед» Бирн попробовал закрепиться в английском клубе «Скарборо», но вскоре вернулся в Ирландию, где недолго выступал за клубы «Шелбурн», «Коув Рэмблерс» и «Сент-Фрэнсис».
В июне 1998 года Бирн пришёл на кастинг для новой ирландской мальчиковой группы, где на него обратил внимание менеджер группы Boyzone Луис Уолш, который и пригласил его в свой новый проект, Westlife. Музыкальная карьера Бирна сложилась намного лучше футбольной — многие альбомы и синглы Westlife стали хитами в Ирландии и Великобритании, по всему миру было продано свыше 43 миллионов записей группы.

## Сольная музыкальная карьера
13 января 2016 года ирландский вещатель RTE объявил, что Никки примет участие в музыкальном конкурсе Евровидение-2016 в Стокгольме. По этому поводу ирландский музыкант заявил буквально следующее:
Как и многие из нас, я смотрю «Евровидение» с детства. В моей семье всегда с большим интересом следили за конкурсом. Я был счастлив, наблюдать, как несколько раз Ирландия становилась страной-победительницей. Помню, как в девять лет я танцевал в гостиной в майке с триколором. В этом году я сам шагну на сцену, чтобы представлять свою страну. Это большая честь. Я горжусь тем, что меня выбрали и поверили в мою песню, как верю в неё я сам.
Песня «Sunlight», с которой музыкант представил свою страну, одновременно стала первым синглом c дебютного сольного альбома, релиз которого состоялся 6 мая 2016 года. Таким образом, Никки Бирн стал последним из участников группы Westlife, запустившим сольную карьеру. Никки занял 15-е место во втором полуфинале с 46 баллами и в финал конкурса не вышел.

## Личная жизнь
5 августа 2003 года Бирн женился на своей давней подруге Джорджине Ахерн, дочери бывшего премьер-министра Ирландии Берти Ахерна. 20 апреля 2007 года у пары родились мальчики-близнецы. Третий ребёнок четы Бирн-Ахерн, дочка Джиа, родилась 23 октября 2013 года.
Отец Никки скончался 3 ноября 2009 года от сердечного приступа в возрасте 60 лет. В связи с его смертью был отменён концерт в поддержку нового альбома Westlife в Лондоне, поскольку Никки отправился в Дублин, чтобы побыть с семьёй.